# Rock à Bordeaux
Le rock à Bordeaux constitue depuis les années 1960 l'une des scènes musicales les plus importantes en France. Des groupes et artistes de rock bordelais comme Strychnine, Gamine, Partenaire particulier, ou Noir Désir s'y sont exprimés.

## Historique
Le rock à Bordeaux apparaît dans les années 1960 avec Tony March qui montera le premier groupe bordelais avant de créer Les Blousons Noirs puis il se lancera dans le cinéma. Bordeaux connaît elle aussi sa période Punk en 1977 avec des groupes comme Strychnine ou encore Stalag,.
Le rock à Bordeaux s'est ensuite diversifié à partir du début des années 1980 avec une vague de plusieurs groupes comme Les Stagiaires les Stilettos, Gamine, Noir Désir et Kid Pharaon.
En 1981 se constitue l'association Rockotone qui pendant 3 années servira de tremplin aux groupes locaux, en leur offrant un lieu dédié et en leur trouvant des lieux pour pouvoir jouer et des tremplins enregistrés par Fr3.
En 1982, cette association produira le festival Boulevard du Rock à la salle des fêtes du grand parc, qui permettra à une trentaine de groupe locaux de sur une vraie scène et dans de bonne condition, pendant une semaine, avec la présence de nombreux journalistes de Rock et de médias.
Cette année là, Bordeaux fut déclaré capitale française du Rock.
Des artistes de notoriété internationale, tels que les Ramones et Klaus Schulze venaient jouer à Bordeaux notamment à la « salle du grand parc ».
Dans les années 90, Noir Désir crée le festival « Un jour à Bordeaux », sur les ruines de la gare d'Orléans, devenue maintenant un cinéma, seul et unique festival jusqu'alors autorisé dans le centre-ville,
Une vingtaine de groupes y sont conviés, 20 000 personnes sont réunies.
Les structures telles que la Rock School Barbey soutiennent les groupes émergents par divers évènements,.

## Liste de groupes et artistes de rock bordelais
- Aspo : ska, reggae
- Camera Silens : punk, rock
- Edgar de l'Est : rock alternatif
- Ethili : Stoner rock Doom
- Eteric : rock
- Eiffel : pop, rock
- Les goélands : rock américain
- The Film : électro, rock
- The Hards : grunge rock
- Gorod : death metal
- High Power : hard rock
- Kid Pharaon : rock
- Les Ignobles du Bordelais : rock gaulois
- Les Hurlements d'Léo : rock, ska
- Minimum Vital :  rock progressif, fusion
- Nocive : rock
- Noir Désir : rock
- Strychnine
- Mars Red Sky : Stoner rock
- Stalag : punk
- Z¨ukr : rock, expérimental, psychédélique

## Galerie

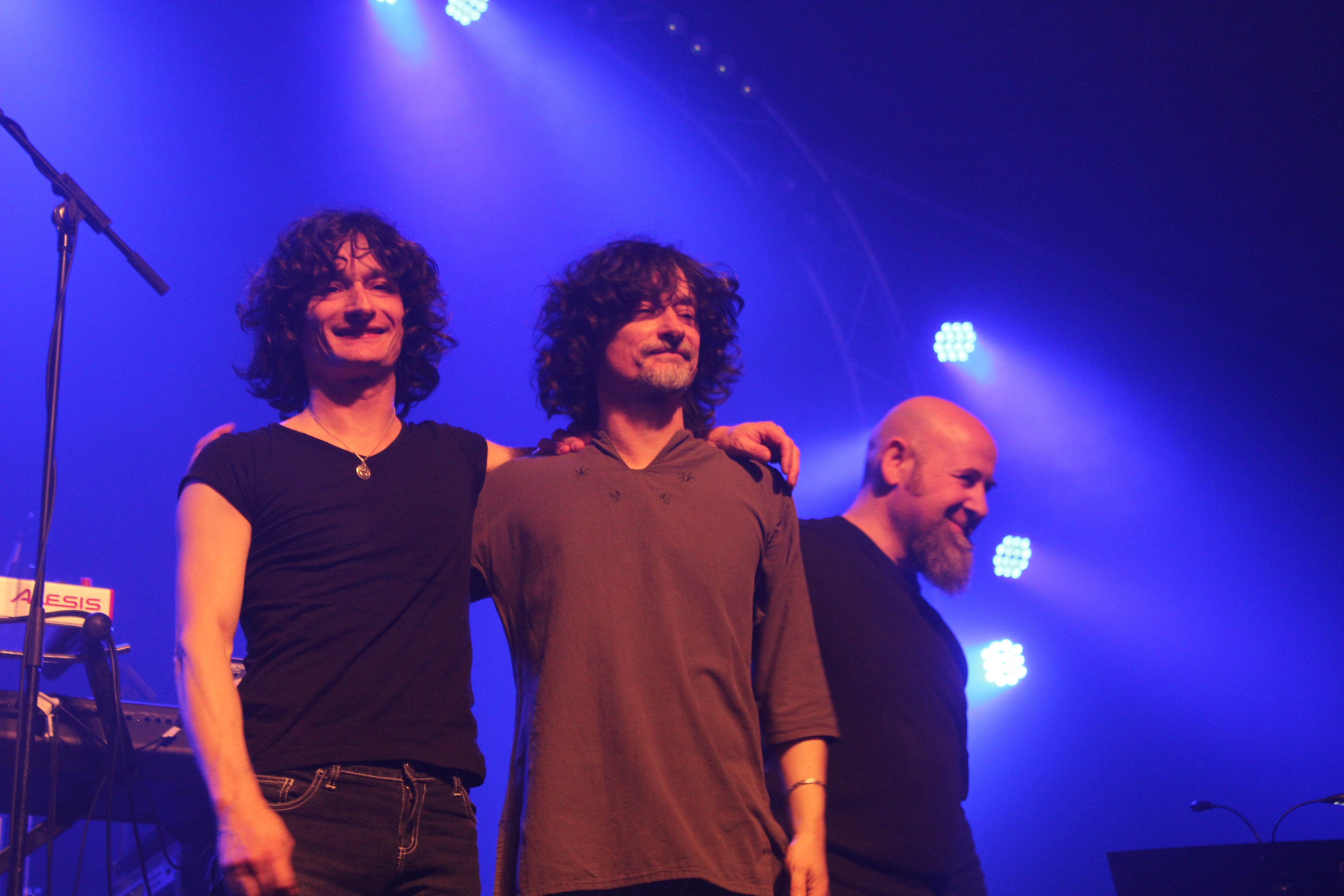
Minimum Vital

## Salles de spectacle et bars rock
- Rock School Barbey (Bordeaux)
- L'Arkéa Arena (Floirac)
- Salle des fêtes du Grand Parc (Bordeaux)
- Patinoire de Mériadeck (Bordeaux)
- Théâtre Fémina
- Le Rocher de Palmer (Cenon)
- Krakatoa (Mérignac)
- L'Espace Médoquine (Talence) (férmé en 2018, et démoli en 2020)
- L'iBoat programme quelques concerts rock.
- Rock & chanson à Talence (scène L'Inconnue, parc Chantecler)